# Sortedam (album)
Sortedam er det syttende studiealbum af den danske sanger og sangskriver Thomas Helmig. Det udkom den 25. oktober 2024 på Genlyd og Sony Music. Albummets syv sange er skrevet i månederne efter sønnen Hugo Helmigs død den 23. november 2022 og handler om tab, sorg og savn. Titlen henviser til Hugo Helmigs bopæl i København. Sortedam er produceret af Emil Falk. Ifølge Falk var indspilningen af albummet med til at "finde noget meningsfuldt i alt det her meningsløse", men var samtidigt "tungt af helvedes til".
Albummet debuterede på førstepladsen af den danske album-hitliste.

## Anmeldelser
Jakob Genz fra Berlingske gav Sortedam seks ud af seks stjerner, og betegnede det som Helmigs vigtigste og bedste album til dato. Han beskrev albummet som "en velkomponeret og særdeles velproduceret helmigsk blanding af blød pop og tilbagelænet soul, tilsat blues og masser af strygere", og fremhævede albummets tekster og Helmigs vokal som det vigtigste.
Gaffa gav albummet seks ud af seks stjerner. I sin anmeldelse skrev Ivan Rod at "alle sangene går rent ind", og beskrev det som "autentisk og uomgængelig" og bestående af "skønhed og stor smerte i et".
BTs anmelder Kristian Dam Nygaard gav albummet fire ud af seks stjerner, og skrev at det med albummets "triste grundtone" var "svært at opfange en ny ørehænger i mængden". Anmelderen skrev at det er "grundlæggende fuld af flotte melodier, der langsomt vokser på lytteren", men kan "føles for tungt og trist og uden det helt store afgørende nummer".
Mest kritisk var Thomas Treo i sin anmeldelse for Ekstra Bladet, hvor han gav Sortedam to ud af seks stjerner. Treo mente ikke at Helmig "formår bare ikke at formidle sine følelser, så vi andre også kan mærke dem", og beskrev sangene som "simple på grænsen til banale" og "ofte dårligt skrevet".
I en kommentar i Weekendavisen skrev Lars Bukdahl at han var uenig i Ekstra Bladets anmeldelse. Bukdahl fremhævede omkvædet i "Dit minut" som "enormt banalt, banalt som en Suezkanal, og det skal det pinedød også være, når den kanal, der med kunstens magt skal drænes, er selve floden Styx, som det understreges af den hinsides banale, helt nøgne, dødsfornægtende tryglen, som omkvædets døsbesværgelse efterfølges af: »Kom igen, kom igen.«"

## Spor
1. "Sortedam" – 4:02
2. "Dit minut" – 4:16
3. "Lyset flakker" – 3:15
4. "Hugos vuggevise" – 3:57
5. "Vindstød af stormstyrke" – 3:35
6. "Er du?" – 3:09
7. "Alt det" – 3:31

## Medvirkende
- Thomas Helmig – tekst, musik, instrumenter, vokal
- Emil Falk – musik, instrumenter, vokal, strygerarrangementer, producer
- Claes Antonsen – trommer
- Stockholm Session Strings – strygere
- Henrik Janson – dirigent
- Janson&Janson – strygerarrangementer
- Tom Elmhirst – mixer
- Randy Merril – mastering
- Mads Nørgaard Nielsen – tekniker
- Jakob Winther – tekniker
- Adam Hong – tekniker
- Vilma Collin – tekniker

## Hitliste
| Hitliste (2024)        | Højeste placering |
| ---------------------- | ----------------- |
| Danmark (Album Top-40) | 1                 |